# آلان ماريون
آلان ماريون (بالفرنسية: Alain Marion)‏ هو موسيقي فرنسي، ولد في 25 ديسمبر 1938 في مارسيليا في فرنسا، وتوفي في 16 أغسطس 1998 في سول في كوريا الجنوبية بسبب نوبة قلبية.

## وصلات خارجية
- آلان ماريون على موقع ميوزك برينز (الإنجليزية)
- آلان ماريون على موقع أول ميوزيك (الإنجليزية)
- آلان ماريون على موقع ديسكوغز (الإنجليزية)